# Dwight Burke
Dwight Burke, né le 4 août 1986 à Brooklyn, est un joueur de basket-ball professionnel américain. Il joue au poste de pivot ou d'ailier fort.

## Clubs successifs
- 2016 - 2017 :  Union Jeanne d'Arc Phalange Quimper
- 2017 - 2018 :  SOMB